# Willem Bartel van der Kooi

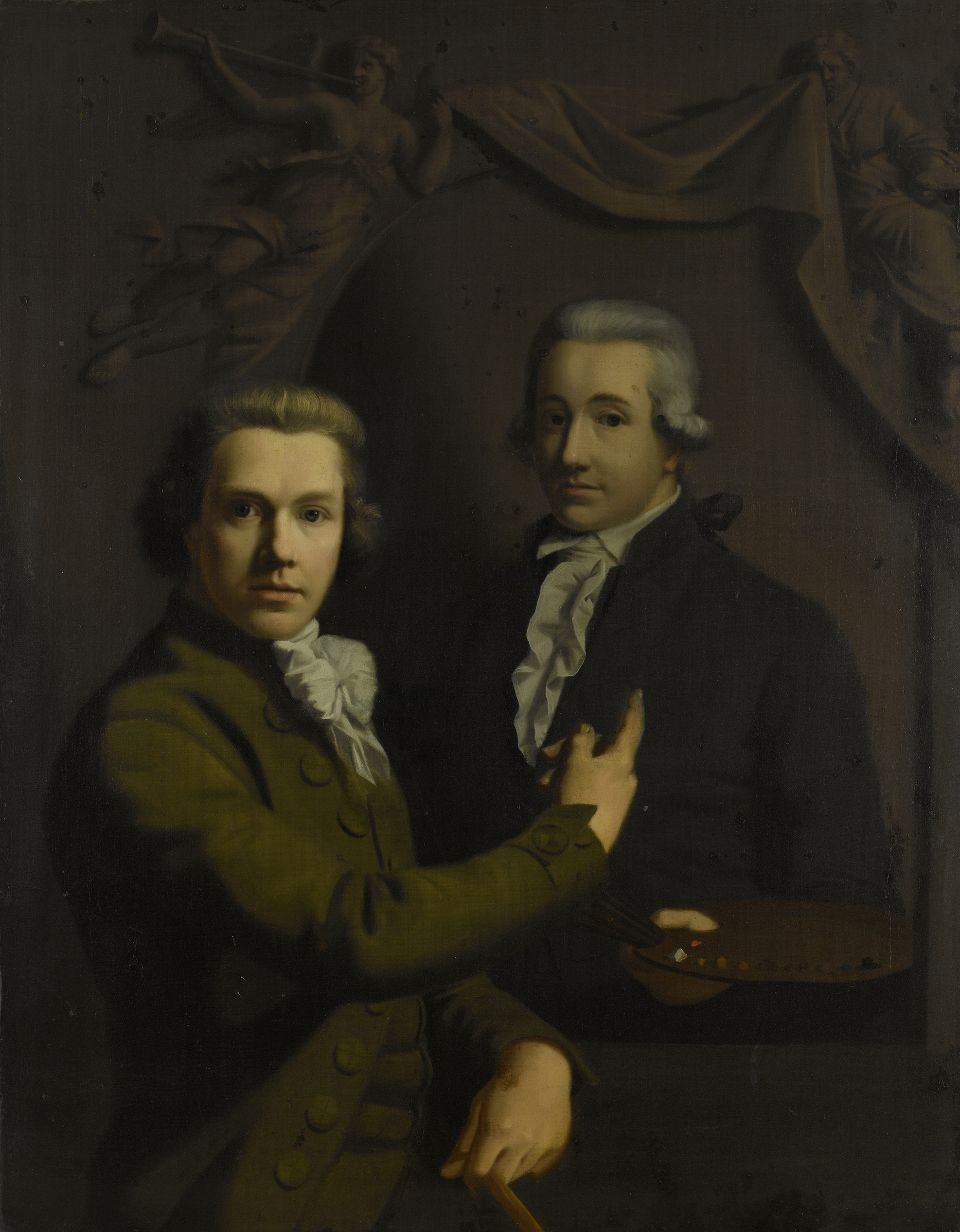
Rijksmuseum Amsterdam: Zelfportret, wijzend naar het portret van zijn gestorven vriend Dirk Jacobs Ploegsma Jacobs Ploegsma tussen 1791 en 1795)

Willem Bartel van der Kooi (Augustinusga, 13 mei 1768 – Leeuwarden, 14 juli 1836) was een Friese Nederlandse kunstschilder. Hij specialiseerde zich hoofdzakelijk in het schilderen van portretten, waaronder die van Rhijnvis Feith, Eise Eisinga, en Koning Willem I. Hij heeft ook een aantal belangrijke genrestukken geschilderd, die te zien zijn in het Fries Museum en het Rijksmuseum. Zijn oudst tot nu toe bekende werk is die van het herbergiersechtpaar Hotse van der Veen en Klaske Ruardi uit Augustinusga. 

## Levensloop

### Gezinsleven
Van der Kooi was een zoon van gezworen klerk aan de secretarie van de grietenij Achtkarspelen Binne Clases van der Kooi en zijn vrouw Teetske Willems. Willem Bartel had nog een jongere broer, Tede Sjouke (ca. 1775-1802). Het gezin groeide op in bescheiden welstand en genoot in hun woonplaats Augustinusga enige aanzien.
Op 21 april 1805 trouwde Van der Kooi met Jetske Hayes (1779-1809) te Bergum. Het stel ging samenwonen aan de Voorstraat te Franeker. Samen kregen zij drie zoons: Binne (1806-1830), Haye (1807-1890) en in 1809 een zoon die nog geen maand oud werd. Jetske overleed in hetzelfde jaar, een week na de geboorte van hun derde kind. Van der Kooi kreeg juist dat jaar meer voet aan de grond als bekende schilder. Diep bedroefd door de dood van zijn vrouw, was de rest van het jaar alle 'lust tot schilderen benomen'.

### Opleiding
Al op jonge leeftijd was Van der Kooi geïnteresseerd in beeldende kunst. In zijn schooltijd tekende hij veel en knutselde met klei. Toen hij 12 was, in 1780, mocht hij van zijn vader in de leer bij de plaatselijke huisververs. Eerst bij Beerent Alberts Faber en vervolgens bij Wessel Ruwersma. In 1782 werd hij leerling van behangselschilder en verver Frans Swart in Leeuwarden. 1783 was een belangrijk jaar in zijn opleiding. Van der Kooi kreeg een aanbeveling bij kunstliefhebber en tekenleraar Johannes Verrier (1721-1797), zelf in de leer geweest bij Jan Maurits Quinkhard. Verrier laat Van der Kooi drie jaar lang uitsluitend tekenen. Hierna mocht Van der Kooi olieverf schilderen proberen. Om meer kennis te vergaren, nam hij in 1794 lessen in het schilderen van landschappen bij Harmen Wouters Beekkerk in Leeuwarden. Via Verrier leerde Van der Kooi medeleerlingen Jan Hendrik Nicolay (1766-1826) en Dirk Jacobs Ploegsma (1769-1792) kennen. Ploegsma en Van der Kooi werden goede vrienden. Het plotselinge overlijden van Ploegsma raakte Van der Kooi diep. De plannen om een kunstreis naar Düsseldorf te maken om hier in de Keurvorstelijke Galerij te kopiëren, stelde Van der Kooi uit. Door verdriet en vervolgens oorlogsomstandigheden zou Willem Bartel pas in 1804 zijn lang gekoesterde wens kunnen vervullen. 

### Bataafse omwenteling
Tijdens de Bataafse revolutie van 1795 zorgde Willem Bartel als patriot en gekozen representant in de staten van Friesland met een oproep ervoor dat de vernielingen aan adellijke uitingen van kunst gestopt werden. Ook haalde hij uit voorzorg 25 schilderijen uit het Stadhouderlijk Hof Leeuwarden en zond ze in 3 kisten naar zijn ouderlijk huis te Augustinusga. De manshoge schilderijen van de Nassaus liet hij afdekken met schotten. Een jaar later werd hij secretaris en boedelontvanger van Achtkarspelen, de gemeente waarvan zijn woonplaats Augustinusga deel uitmaakte.

### Hogeschool van Franeker
Willem Bartel van der Kooi werd in 1798 benoemd tot lector in de tekenkunst aan de Universiteit van Franeker, aangesteld om het tekenonderwijs bedoeld voor studenten medicijnen en wiskunde te veranderen en verbeteren. Hij bleef in Franeker werken tot de universiteit werd opgeheven. In 1810 werden de Noordelijke Nederlanden bij het Franse keizerrijk ingelijfd, en een jaar later kwam er door de reorganisatie van het hoger onderwijs, een einde aan de hogeschool van Franeker opgeheven en kwam er aan zijn aanstelling aldaar een einde. Van der Kooi verhuisde in 1813 naar Leeuwarden en bleef hier tot aan zijn dood wonen.

## Werk

### Portrettist
In 1808 deed Van der Kooi mee aan een prijsvraag, georganiseerd door koning Lodewijk Napoleon, ter gelegenheid van de opening van de eerste nationale kunsttentoonstelling in Amsterdam. Van der Kooi dong mee in de categorie ‘klassiek stuk’. Van der Kooi won de eerste prijs met zijn genreschilderij De minnebrief. Deze bekroning zorgde voor veel bekendheid en leverde hem een aantal portretopdrachten op in Amsterdam. Ook in Friesland groeide zijn faam, en begonnen de portretopdrachten binnen te stromen van prominenten. Van der Kooi portretteerde de Friese adel, maar ook mensen uit de burgerij. Vrouwen kozen meestal voor modekleding, maar ook weleens voor Friese streekdracht. Bij mannen werd het beroep veelal uitgebeeld. Als portretschilder gaf hij een nieuwe impuls aan de van oudsher sterke traditie. Veel van zijn portretten worden bewaard door het Fries Museum. In 1818 kreeg Van der Kooi de opdracht koning Willem I en zijn echtgenote Wilhelmina van Pruisen naar het leven te portretteren. Het is echter niet bekend waar deze schilderijen zijn gebleven. In het oeuvre van Van der Kooi zijn wel twee andere portretten van de koning terug te vinden: een bij de Koninklijke Verzamelingen uit 1818 en een staatsieportret voor het Provinciehuis in Zwolle, tegenwoordig in de collectie van Museum de Fundatie.

### Leerlingen
Over het atelier van Van der Kooi is nog weinig bekend. Wel zijn er een aantal namen overgeleverd die in zijn atelier hebben gewerkt. De bekendste  was Otto de Boer (1797-1856). Tot zijn leerlingen behoorde verder Carel Jacob van Baar van Slangenburgh. In 1818 werd door het Departement Leeuwarden van de Maatschappij tot Nut van 't Algemeen het tekenonderwijs opnieuw georganiseerd. Het bestuur vroeg Van der Kooi hier in een rol in te nemen. Verder gaf hij les aan Willemina Geertruida van Idsinga, Albert Gerrits Swart en J.H. Heymans. Vanaf 1826, tot aan zijn dood in 1836 gaf Van der Kooi in de wintermaanden handtekenles in een lokaal onder de Nieuwe Toren in Leeuwarden. Daar tekenden onder anderen Tjeerd Eernstman, Jan Joeke Gabriel van Wicheren, Cornelis Wester, Douwe Hansma, Cornelis Bernardus Buijs en Gabinus Fellinga. De eerste twee mannen kregen een zekere mate van bekendheid en mochten rekenen op opdrachten uit de gegoede burgerij, met Eernstman als meest directe navolger van Van der Kooi als portrettist. De stad Leeuwarden nam in 1833 de Nutstekenschool over, de lessen van Van der Kooi gingen over als de Hogere Afdeling van de Stadstekenschool.

## Trivia
- Op het woonadres van Van der Kooi aan de Voorstraat te Franeker woont tegenwoordig Commissaris  van de Koning Arno Brok.
- In 1823 kreeg Van der Kooi in zijn toenmalige woning/atelier in Leeuwarden -tevens het geboortehuis van Saskia van Uylenburg- bezoek van Jacob van Lennep. Van Lennep zag een portret voorstellende een voormalige geliefde hier op maakte deze een gedicht over het schilderij en de vrouw.
- Op het voormalige woonadres van Willem Bartel van der Kooi in Leeuwarden aan de Ossekop, is het advocatenkantoor van de tweeling Wim en Hans Anker gevestigd.
- Naar aanleiding van zijn 250e geboortejaar in het culturele LF2018 jaar werden er in zijn geboortedorp Augustinusga het gehele jaar verschillende activiteiten georganiseerd. Ook in Dekemastate te Jelsum en in het Fries Museum was er dat jaar aandacht voor Van der Kooi.
- In 2020 is er in Van der Kooi zijn geboortedorp Augustinusga een borstbeeld hem voorstellende geplaatst. Deze is door kunstenares Angelien Coco Martin vervaardigd.

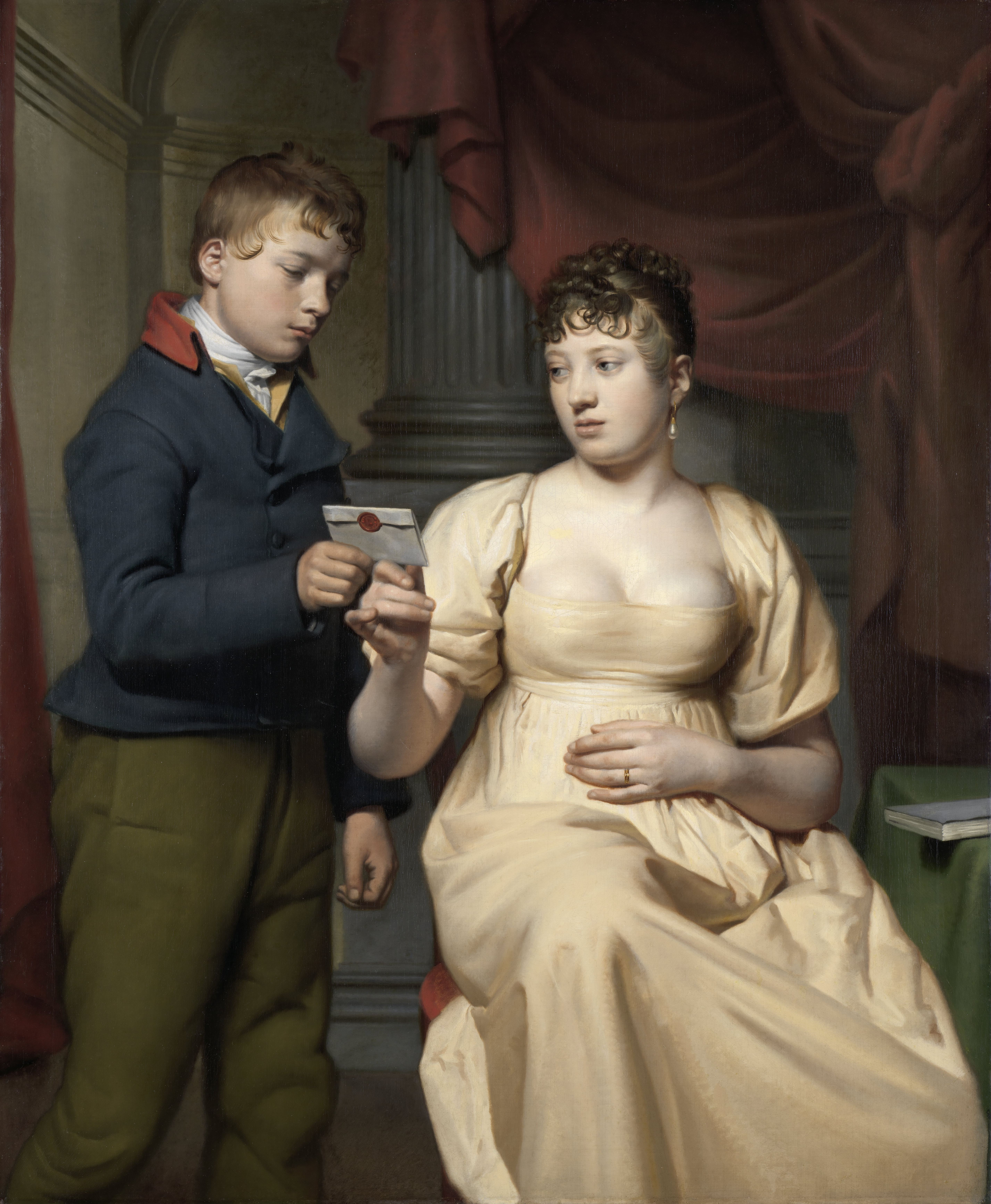
De minnebrief
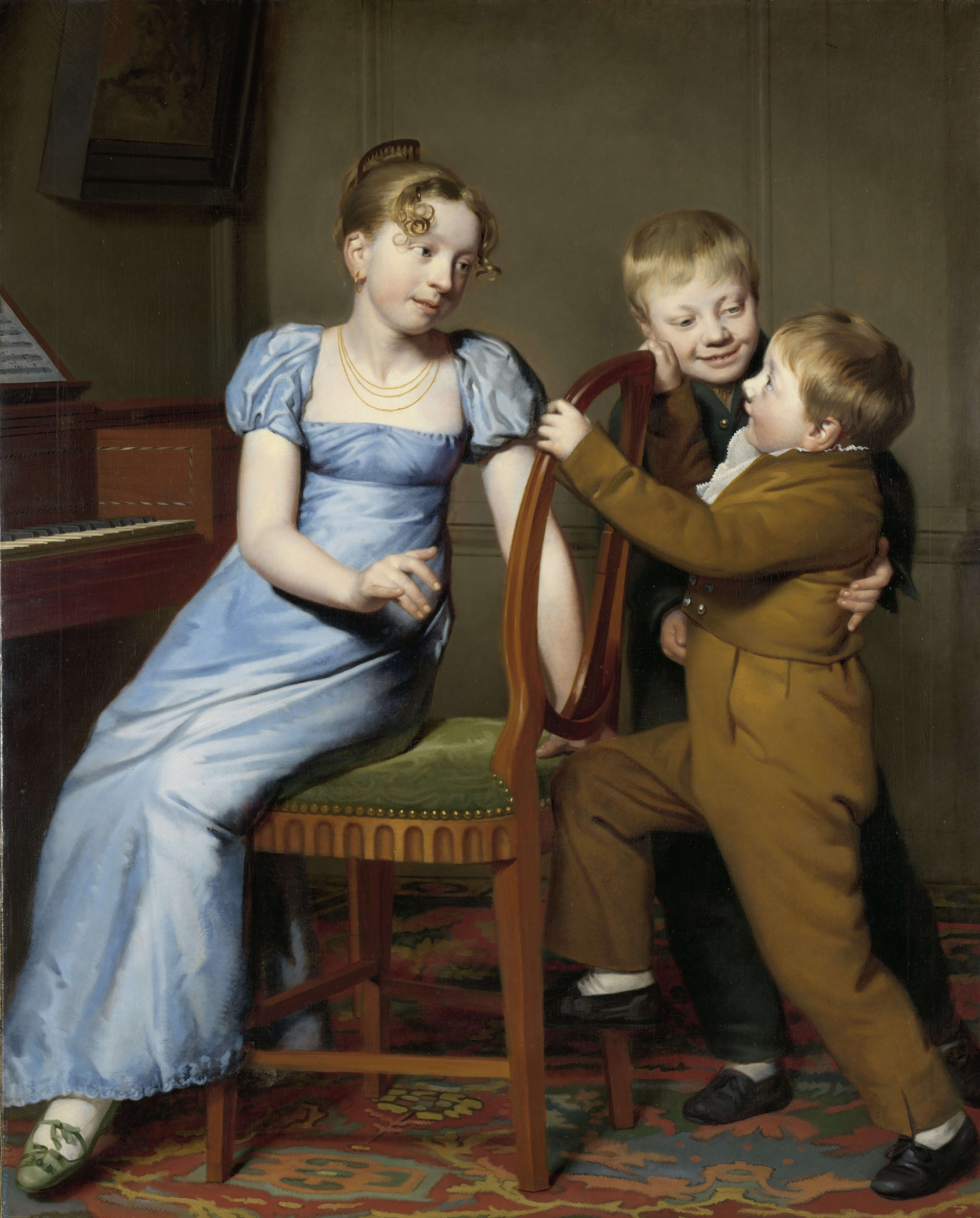
Het gestoorde pianospel
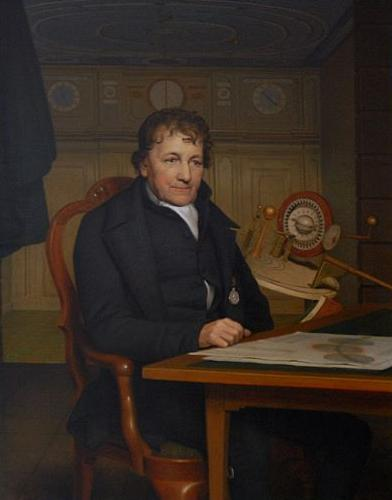
Eise Eisinga
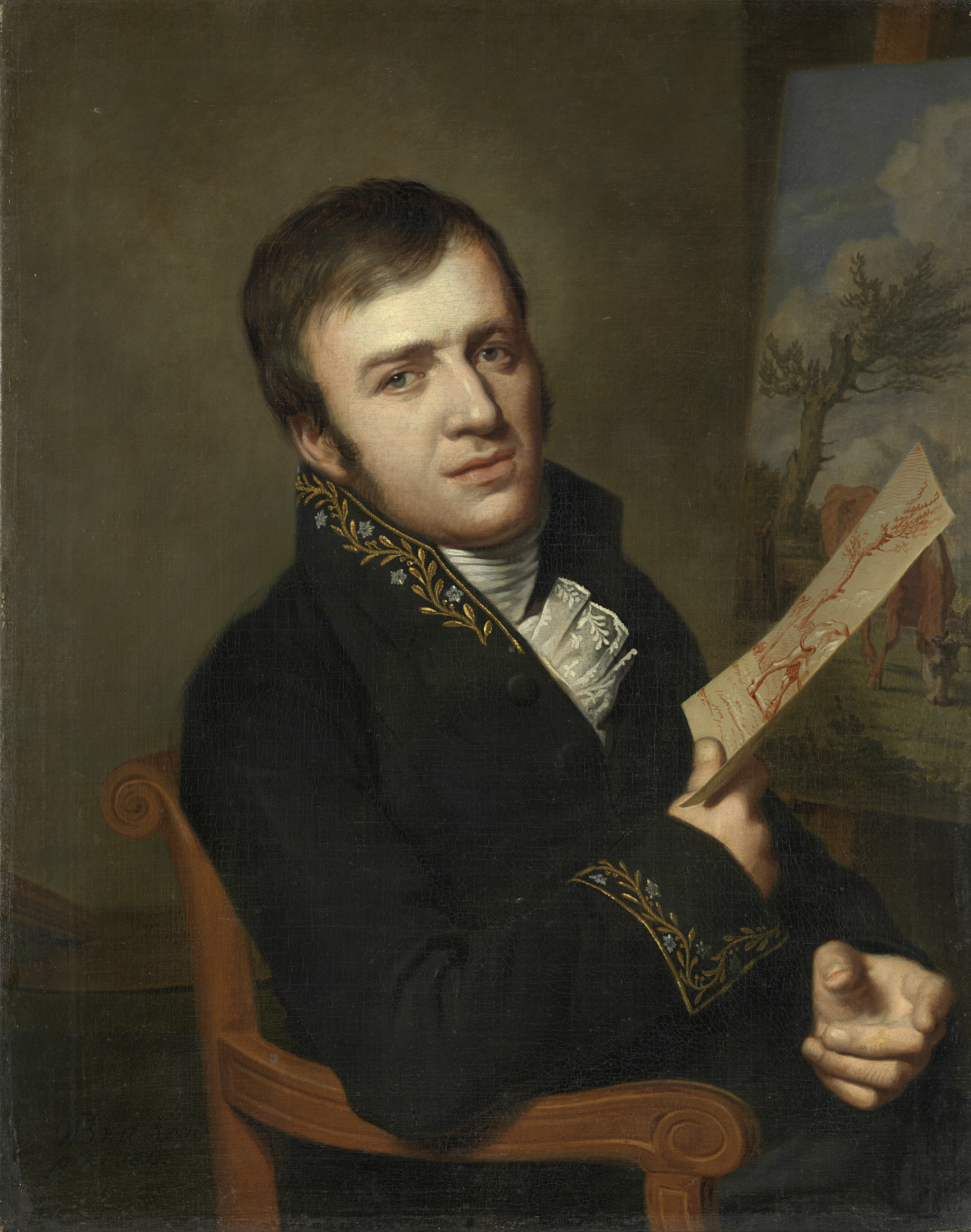
Jan (Baptist) Kobell II
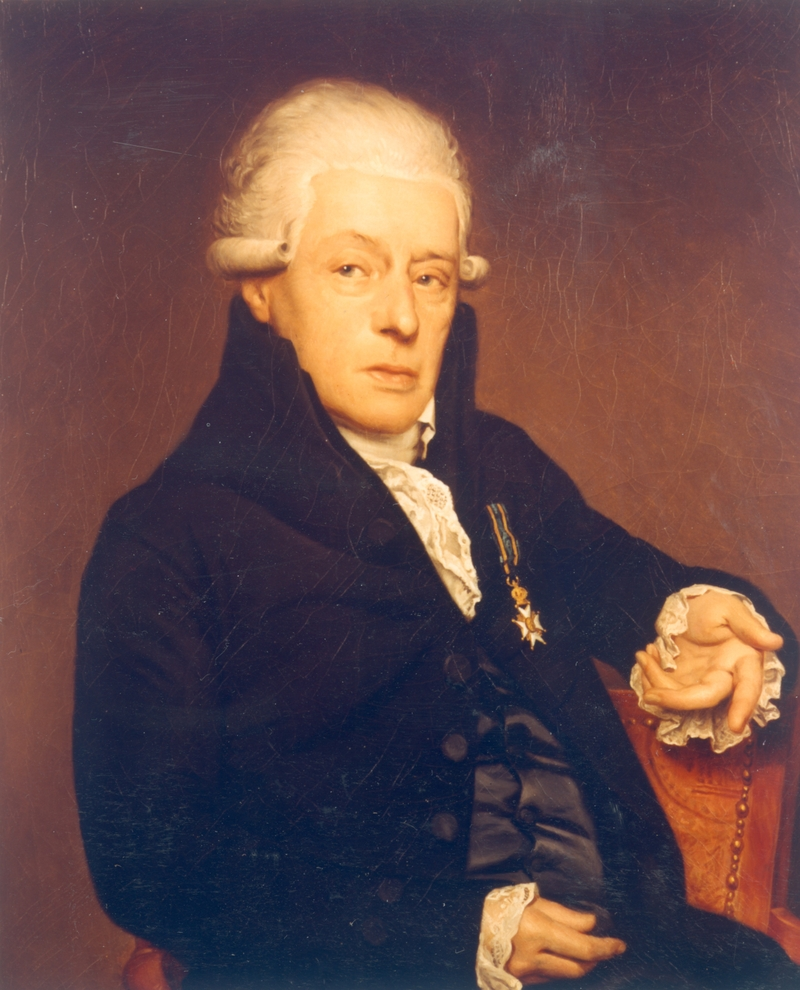
Rhijnvis Feith
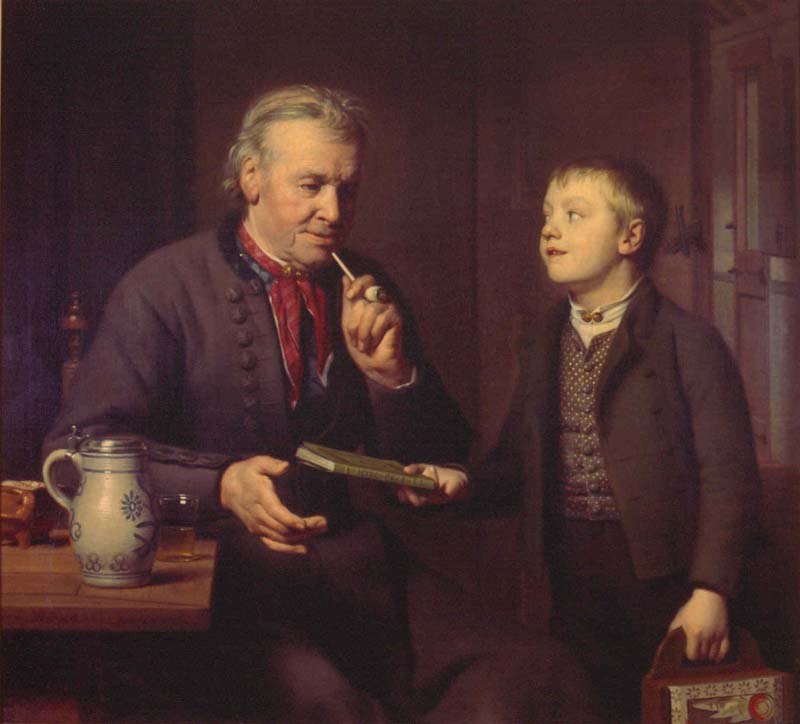
Vadergeluk
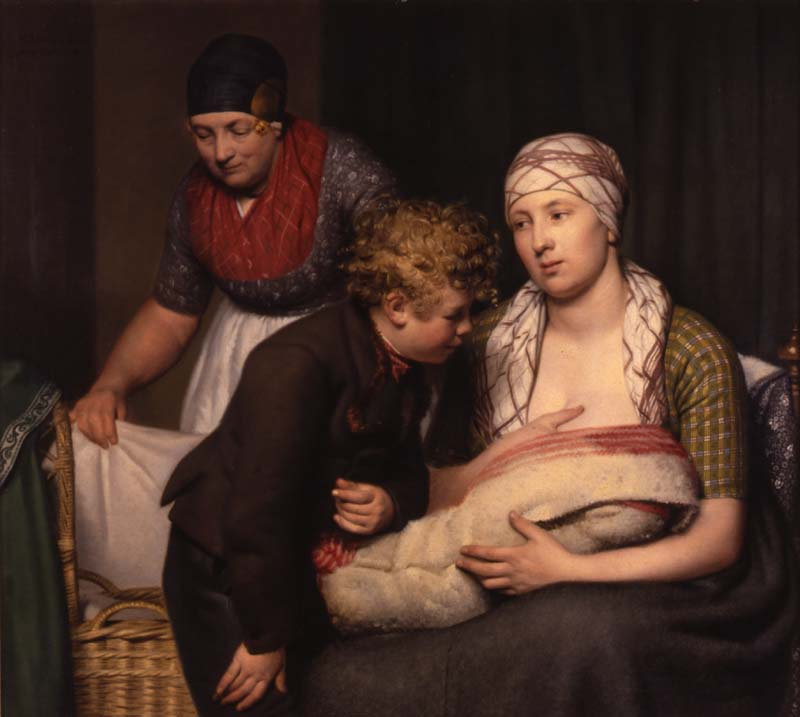
Moedergeluk